# Der Prinz von Piplinagar
Der Prinz von Piplinagar (original Shree 420; Hindi: श्री ४२०, Urdu: 420 شری, übersetzt: Herr 420) ist eine sozialkritische Hindi-Filmkomödie aus dem Jahr 1955 von und mit Raj Kapoor.

## Handlung
Raju macht sich auf den Weg nach Bombay und ist auf der Suche nach Arbeit. Er ist ganz zuversichtlich, da er immerhin einen Universitätsabschluss hat. Aber schon am ersten Tag lernt er das rücksichtslose Stadtleben kennen. Er wird bestohlen und schläft unter freiem Himmel. Schließlich trifft er auf Vidya, die aus ärmlichen Verhältnissen stammt und arme Kinder unterrichtet. Sie verlieben sich ineinander und wollen heiraten.
Glücklicherweise findet er einen Job in einer Büglerei. Eines Tages muss er die gebügelte Kleidung bei der reichen Maya abliefern, die sein Talent für das Kartenspiel entdeckt. Sie öffnet ihm die Tür in die Welt der Reichen und gelangt durch Raju an noch mehr Reichtum. Als Raju Maya bittet, ihm doch ein bisschen von dem verdienten Geld abzugeben, wirft sie ihn hinaus.
Nun will der schmierige Millionär Seth Sonachand Dharmanand von Raju profitieren und macht ihn mit fragwürdigen Methoden reich. Bei seinen betrügerischen Aktivitäten gibt sich Raju als Prinz (Hindi: Rajkumar) des Fantasieortes „Piplinagar“ aus. Der ganze Reichtum um Raju macht Vidya traurig und sie hält ihn für einen 420 (Strafartikel für Betrüger). Sie möchte ihn aus dieser verlogenen und korrupten Welt der Reichen herausholen.
Letzten Endes gibt Raju seine Gier und sein betrügerisches Handeln auf, da er aus seinen Fehlern gelernt hat. Aus Raju wird nun ein ehrlicher Mann.

## Auszeichnungen
Filmfare Award 1957
- Filmfare Award/Bester Schnitt an G. G. Mayekar
- Filmfare Award/Beste Kamera an Radhu Karmakar

## Musik
| Liedtitel                 | Sänger                     |
| ------------------------- | -------------------------- |
| Dil Ka Haal Sune Dilwaala | Manna Dey                  |
| Eechak Dana Beechak Dana  | Mukesh, Lata Mangeshkar    |
| Mera Joota Hai Japani     | Mukesh                     |
| Mudh Mudh Ke Na Dekh      | Asha Bhosle                |
| O Janewale                | Lata Mangeshkar            |
| Pyaar Hua Ikraar Hua      | Lata Mangeshkar, Manna Dey |
| Ramayya Vasthaavayya      | Mukesh, Lata Mangeshkar    |
| Sham Gayi Raat Aayi       | Lata Mangeshkar            |

Das patriotische Lied Mera Joota Hai Japani (Meine Schuhe sind aus Japan) – in dem es darum geht, dass die Kleidung aus Japan, England und Russland, das Herz aber hindustanisch ist – ist noch heute ein sehr beliebtes Lied. Die Worte Ramayya Vasthaavayya sind Telugu, doch der Rest der Songs ist in Hindi gesungen.
Die Lieder stammen vom Komponistenduo Shankar-Jaikishan. Die Texte schrieben Shailendra und Hasrat Jaipuri.

## Sonstiges
Als Szenenbildner dieser Produktion von Kapoors Produktionsgesellschaft R.K. Film war M. R. Acharekar tätig.
§ 420 des indischen Strafgesetzes (Indian Penal Code), auf den der Filmtitel Bezug nimmt, betrifft eine Betrugsstrafbarkeit. Mit „Shree 420“ sind die ehrenwerten Herren gemeint, die durch betrügerisches Handeln zu Reichtum gekommen sind. Mit sprechenden Namen wurden auch die beiden weiblichen Hauptrollen versehen: Vidya bedeutet „Weisheit“ und Maya „Illusion“.
Die deutsche Synchronfassung ist nur 112 Minuten lang, da sämtliche Tanz- und Gesangsszenen herausgeschnitten wurden.
Raj Kapoor entwickelte seine bereits in Awaara (1951) gespielte, in Kleidung und Verhalten an seinem Idol Charlie Chaplin angelehnte Landstreicherrolle mit diesem Film weiter. Ein Jahr später, in Jagte Raho, trat er erneut in dieser Rolle auf.